# Легіони польські

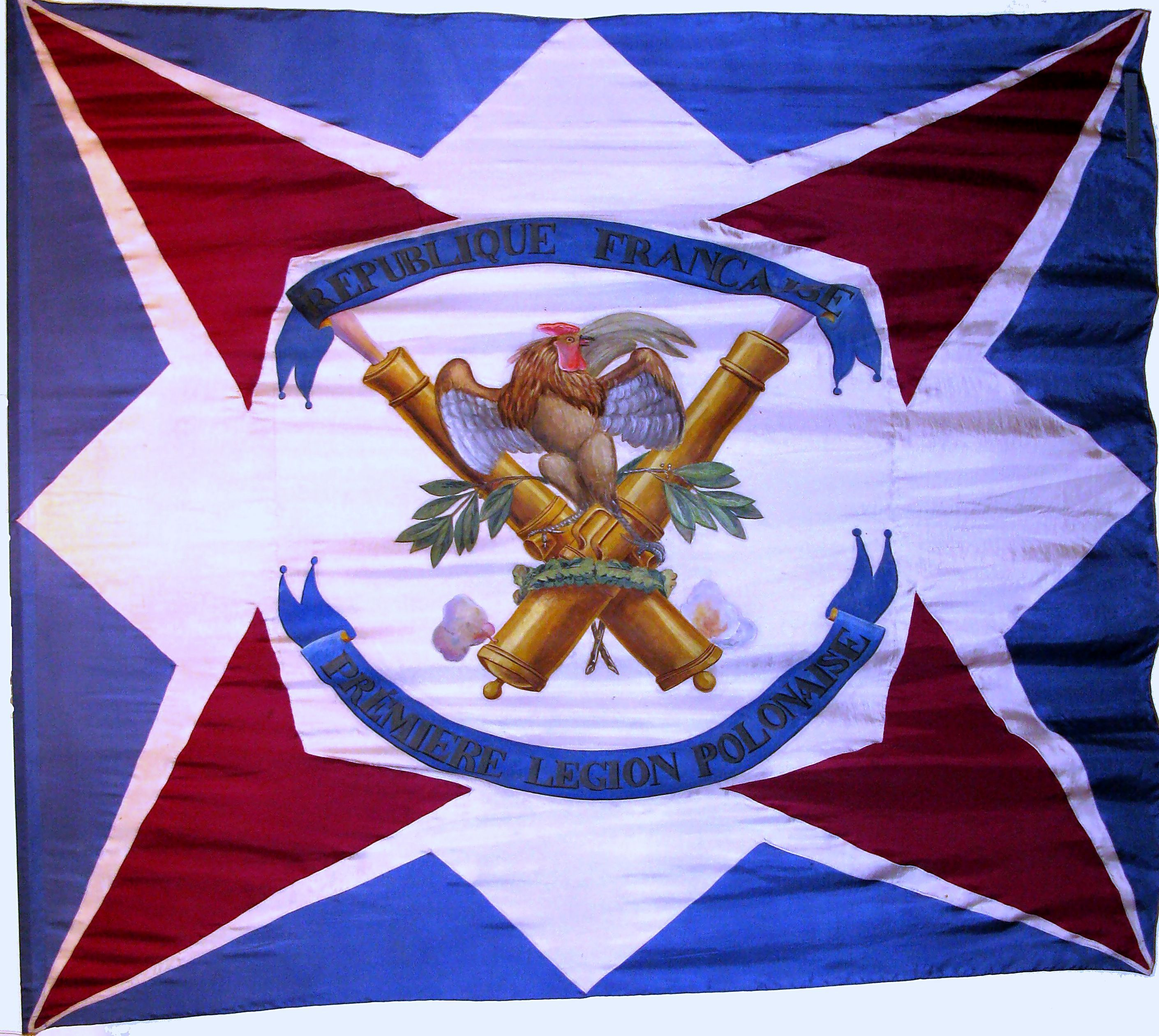
Стяг 1-го Польського Легіону в Італії

Легіони польські — загальна назва польських добровольчих військових формувань, які діяли в складі військ іноземних держав після того, як Польща втратила свою незалежність (див. Поділи Польщі 1772, 1793, 1795) .
У 1796 році генерал Ян Домбровський запропонував французькій директорії сформувати особливий корпус з поляків. Польські легіони були включені до складу армії Ломбардської республіки, утвореної в ході Італійського походу Бонапарта 1796—1797.
Було сформовано 2 легіони по 3 батальйони і 1 артдивізіону в кожному. Солдати легіонів носили польські мундири з французькими кокардами.
Вдруге легіони були створені 1848 у Ломбардії, Венеції й П'ємонті за ініціативою польського поета Адама Міцкевича (1798—1855). Воювали проти Австрії за свободу Ломбардії.
Утретє Легіони польські організовані 1914 з ініціативи Ю.-К. Пілсудського.

## Легіони від 1797 до 1803
Після Третього поділу Польщі солдати й офіцери емігрували з Польщі до Італії та Франції. Завдяки впливу Наполеона через Агентство (польська емігрантська організація, заснована в Парижі після падіння повстання Костюшка в 1794 році) Ян Генрік Домбровський підписав 9 січня 1797 року угоду з новим урядом Ломбардской республіки. Співзасновниками Легіонів були Кароль Отто Князевич, Юзеф Вибіцький і Антоні Амілкар Косінський.
Підпорядковувалися командуванню французької армії й брали участь у бойових діях на її боці. Початково утримувалися коштом створеної Наполеоном Бонапартом Ломбардської Республіки, згодом — французької скарбниці. У легіонах служили переважно полонені французами поляки з австрійського війська й втікачі з колишньої Речі Посполитої (у тому числі й з українських земель). Генерал-поручник Ян Генрік Домбровський бажав мати військо, оперте на свідому дисципліну й патріотичне виховання. Тому для неписьменних жовнірів влаштовували курси читання й письма, бесіди з вітчизняної історії, друкували книжки. Офіцери в легіонах були не лише командирами, а й вихователями. Легіонери співали пісню «Jeszcze Polska nie zginęła» (первісно називалася «Мазуркою Домбровського»; слова 1797 написав легіонер-офіцер, поет Юзеф Вибіцкі (1747—1822); нині це польський національний гімн). За час існування легіонів крізь їхні лави пройшло бл. 25 тис. вояків. Найбільшим був їхній особовий склад 1801, тоді вони нараховували 15 063 жовніри й офіцери. Після укладення Францією 1801 в Люневіллі (Франція) миру з Австрією (проти якої головним чином і воювали легіонери) значна частина вояків на знак протесту залишила службу. Інших легіонерів французькі власті вислали на о-в Сан-Домінго (нині о-в Гаїті) для боротьби з місцевими повстанцями, однак, прибувши на острів, чимало польських вояків перейшли на бік місцевого населення. Невдовзі легіони були розформовані.

## Легіони, сформовані за ініціативи Адама Міцкевича
Вдруге легіони були створені 1848 у Ломбардії, Венеції й П'ємонті. Воювали проти Австрії за свободу Ломбардії. Загальні гасла їхньої боротьби були викладені у «Збірці засад», там зазначалося, зокрема, що легіонери повинні воювати за свободу сумління й слова, за рівність усіх (у тому числі євреїв і жінок) перед законом, а також мають гуртуватися з поневоленими слов'янськими народами. Незважаючи на те, що легіони не отримали благословення Папи Римського Пія IX, вони 16—17 червня 1849 на чолі з А.Міцкевичем вступили до Риму (Італія). Невдовзі потому, після здобуття Риму 22 липня французами, легіони вийшли з міста й були розформовані.
Після початку Кримської війни 1853—1856 А.Міцкевич виїхав до Стамбула з наміром сформувати там польські частини при турецькому війську для боротьби з Російською імперією, однак 1855 він помер, а його задум так і не був реалізований.